# Epiplema subpatulata
Epiplema subpatulata är en fjärilsart som beskrevs av Walker 1862. Epiplema subpatulata ingår i släktet Epiplema och familjen Uraniidae. Inga underarter finns listade i Catalogue of Life.